# Interdit aux moins de 13 ans

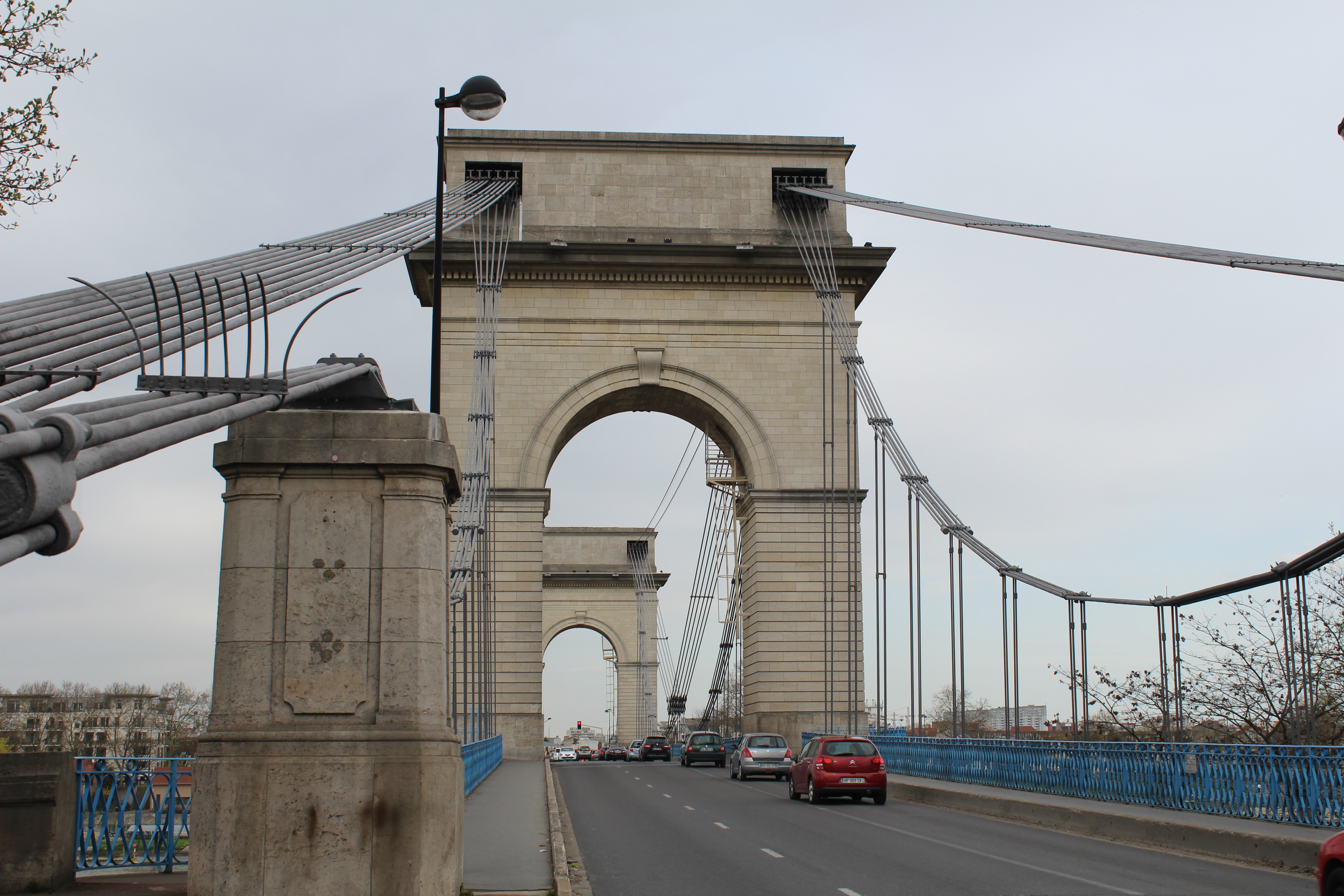
Le pont de Vitry.

Interdit aux moins de 13 ans est un film français réalisé par Jean-Louis Bertuccelli, sorti en 1982 en France.

## Synopsis
Louis travaille pour un magasin de blanchisserie en banlieue parisienne. Il habite une HLM en compagnie de son épouse Chantal qui travaille comme caissière dans un supermarché de la région. Les relations entre Louis et Chantal sont tumultueuses et insipides, ce dernier veut prendre la route pour échapper à sa petite routine. En effet, il voudrait trouver un camion pour partir au Liban. Pour mener son projet à bien, il exécute un hold-up dans le supermarché où travaille sa femme Chantal. Son plan tourne mal car il blesse mortellement une employée du magasin et un vigile. Il arrive à sortir sain et sauf du supermarché, son magot dans les poches. Une personne a cependant assisté à la scène macabre, Lucie, une autre caissière. 
Pourquoi cette femme qui semble avoir toutes les preuves pour l'inculper reste dans l'ombre et décide de se taire ? Louis est bien résigné à faire connaissance avec Lucie pour mieux connaitre les intentions de ce personnage mystérieux. 

## Fiche technique
- Titre : Interdit aux moins de 13 ans
- Réalisation : Jean-Louis Bertuccelli
- Scénario et dialogues : Sandra Majerowicz

- Montage : André Gaultier
- Musique : Gabriel Yared[2] et le synthétiseur de Georges Rodi
- Son : Laurent Quaglio
- Photographie : Brigitte Regard
- Image : Jean-François Robin
- Décors : Valérie Grall
- Scripte : Lucile Christol
- Régisseur : Farid Chaouche
- Effets spéciaux : Guy Trielli
- Bruitage : Jacques Tassel
- Directeur de production : Daniel Champagnon
- Co-production : Uccelli, Janus Film, Klans Hellwig
- Format : Couleur
- Durée : 1h30min
- Date de sortie : 30 juin 1982 en France[3]

## Distribution
- Sandra Montaigu : Lucie
- Patrick Depeyrrat : Louis
- Akim Oumaouche : Nonoeil
- Marilyn Even : Chantal, la femme de Louis
- André Chaumeau : Gros Bidon, le patron du bistrot
- Dominique de Keuchel : Francis, l'éducateur des rues
- Michel Such : L'inspecteur au bonnet
- Pierre Meyrand : L'inspecteur Barbentau
- Philippe du Janerand : L'inspecteur Chabrier
- Jacques Rispal : Fontaine, le garagiste
- Maria Verdi : La mère de Chantal
- Kaddour : Nestor, le père de Nonoeil
- Paulette Frantz : Madame Nestor, la mère de Lucie
- Touré Aboubakar : Charly, le congolais
- Mireille Papareilla : L'amie de Lucie
- Pierre Chabaud : Le client du bistrot
- Jeanne Allard : Madame Blain, la voisine
- Pierre Dadignac : Le gardien
- Michel Dobiot : Rocky
- Michèle Amiel : La comptable
- Cécile Casillera : Une vendeuse
- Valérie Grall : Une vendeuse
- Paul Bisciglia : Un commissaire
- Antoine Fontaine : Un commissaire
- Farid Chaouche : Le jeune homme avec le bébé
- Le groupe reggae 'Zion Gang'

## Autour du film
Le tournage s'est déroulé a Vitry-sur-Seine autour du pont suspendu et dans le restaurant "Le Phare de Vitry" à l'entrée du pont. 